# Moritz Perles
Das Unternehmen Moritz Perles war ein Wiener Buchverlag und k.u.k. Hoflieferant. Die Adresse war Seilergasse 4 im 1. Bezirk Innere Stadt.

## Geschichte

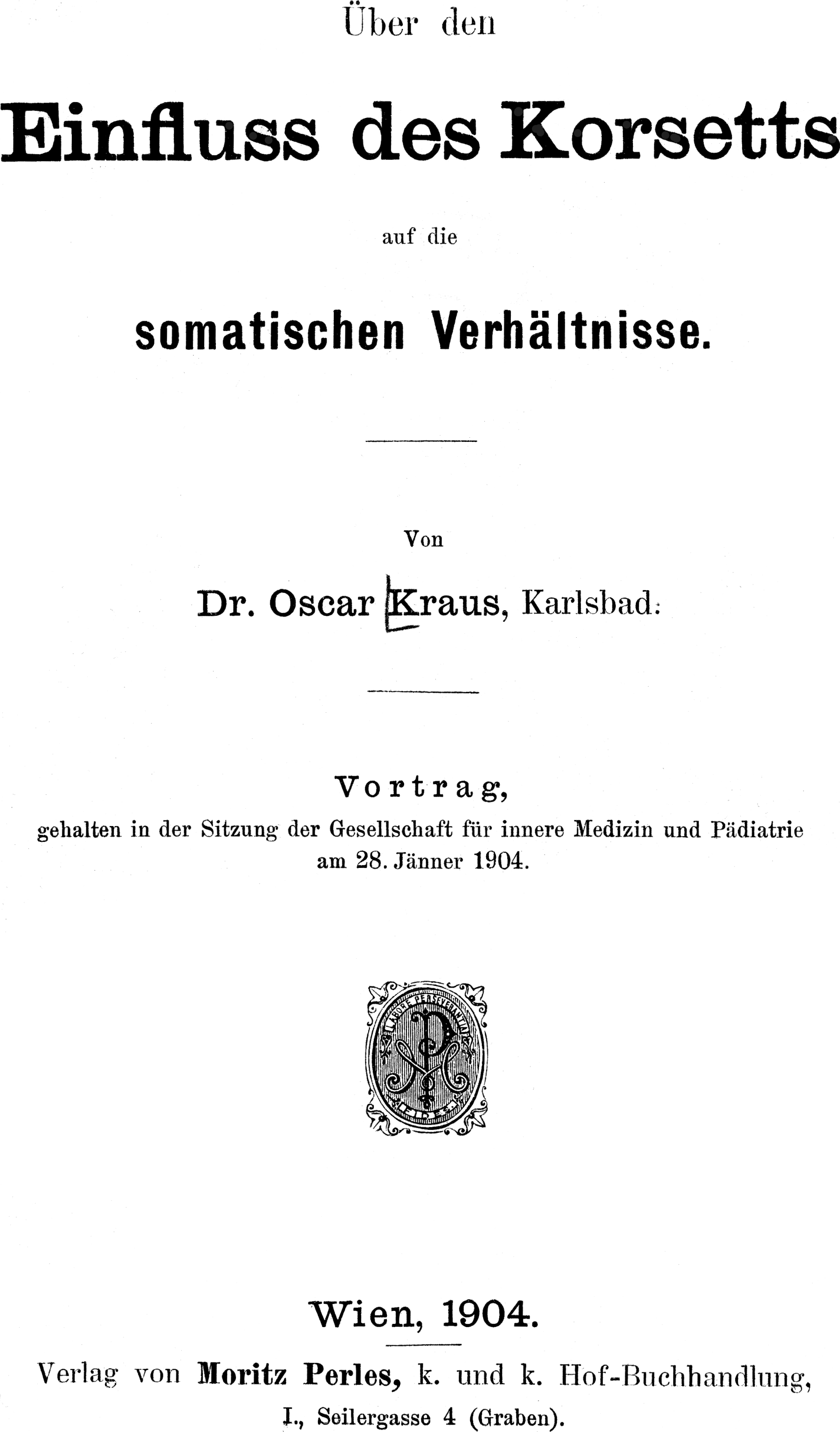
Buchumschlag Über den Einfluss des Korsetts auf die somatischen Verhältnisse von Oskar Kraus, vom Verlag Moritz Perles 1904 herausgegeben

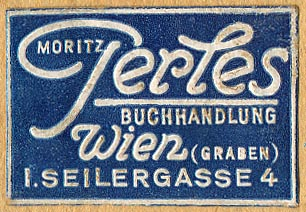
Buchhändlermarke aus den 1920er Jahren

Das Unternehmen wurde von Moritz Perles (* 15. Dezember 1844 in Prag, † 25. Februar 1917) gegründet. Er erlernte den Buchhandel in den Jahren 1858–1862 bei J. Schalek und war zunächst für zehn Monate bei J. Bensheimer in Mannheim tätig. Danach ging er nach Wien, wo er von 1862 bis 1869 in der Beckschen Hof- und Universitäts-Buchhandlung (damaliger Besitzer war Alfred von Hölder) tätig war. Schon hier begann der junge Perles seine Tätigkeit als Verleger, indem er 1866 das Adreßbuch der österr.-ungar. Buchhändler herausgab. 1869 gründete Perles mit geringen Mitteln seine Buchhandlung, die anfangs noch sehr bescheiden war. Allmählich aber dehnte sich das Geschäft aus und nahm einen solchen Aufschwung, dass es zu seiner Zeit zu den hervorragendsten Buchhandlungsfirmen der österreichisch-ungarischen Monarchie zählte.
Die Firma kultivierte gleicherweise Verlag, Sortiment und Kommissionsgeschäft und widmete allen Abteilungen die gleiche Aufmerksamkeit. Vorzugsweise führte sie Medizin, Jurisprudenz, Forstwissenschaft, sowie Veterinärkunde, für welche Disziplinen Perles hervorragende Fachmänner gewinnen konnte.
1869 errichtete Moritz Perles einen Kalenderverlag, der 120 verschiedene allgemeine und Fachkalender herausgab und zum wichtigsten in Österreich-Ungarn wurde. Er war auch im Ausland bekannt.
Das Sortiment unter der Leitung seines Schwagers Friedrich Schiller zählte zu einem der qualitätsvollsten und vielseitigsten von Wien und war sowohl für deutsch- als auch für fremdsprachige Verlagswerke eine gesuchte Absatzquelle. Das Kommissionsgeschäft war zu seiner Zeit das bedeutendste in Wien und Österreich-Ungarn.
1870 begann Perles mit der Herausgabe des Kriegskartenverlages, 1871 folgte das Werk Das Kaisertum Oesterreich von Anton von Ruthner. 1881 kooperierte der Verlag mit der 3. Sektion des Österreichischen Lloyds bei der Herausgabe eines Türkei-Reisehandbuchs. Den pädagogischen Verlag leitete 1874 die Verbindung mit Th. Brunner ein. 1877 folgten die veterinärwissenschaftlichen Schriften Alb. Kochs und die Müllerei-Fachwerke Pappenheims. 1878 rief Perles mit R. von Dombrowski den Jagdkalender ins Leben und begann durch das Verlegen der Hugo H. Hitschmannschen Schriften den Ausbau der landwirtschaftlichen Abteilung seines großen Verlages. Sonstige hervorragenden Verlagswerke waren unter anderem die Oesterreichischen Justizgesetze, Hayeks Handatlas der Naturgeschichte, das Oesterreichische Zentralblatt für juristische Praxis sowie das Blatt für die gesamte Therapie, die Enzyklopädie für Tierheilkunde und 1886 die Enzyklopädie für Forst- und Jagdwissenschaften. 1887 erwarb Perles sämtliche Schriften und Instrumente des Hofrats Preßler in Tharandt und 1888 die Wiener Medizinische Wochenschrift, die seit 1851 im Verlag Seidel erschienen war. Die Wiener Medizinische Wochenschrift wurde vom Verlag Perles bis zur „Arisierung“ 1938 herausgegeben. 1890 gründete Perles das Österreichisch-ungarische Zentralblatt für medizinische Wissenschaften. Perles erhielt bei mehreren Ausstellungen Medaillen und Auszeichnungen. 1901 wurde ihm der Titel des k.u.k. Hof-Buchhändlers verliehen, welches eine große Ehre war.
Der Künstler Julius Klinger entwarf für die Buchhandlung das Ladenschild in der Seilergasse – den markanten, überdimensionierten Bücherwurm – und mehrere Verlagssignets.
Moritz Perles hatte drei Söhne (Oskar, Ernst, Robert) und eine Tochter (Elsa). Zwei von ihnen traten das Erbe des Vaters an. Oskar Perles (* 16. April 1875 in Wien) trat 1899 als öffentlicher Gesellschafter in das Unternehmen ein. Mit seinem Onkel Friedrich Schiller (* 1854 in Turnau, Böhmen), der seit 1874 verschiedene Funktionen im Unternehmen ausübte, arbeitete er zusammen. Friedrich Schiller ging in den frühen 1930er Jahren in Pension und konnte nach dem Anschluss Österreichs 1938 in die Vereinigten Staaten fliehen, wo er 1943 in Evanston, Illinois, starb.
1905 trat Ernst Perles (* 17. Februar 1876 in Wien), der zweite Sohn Moritz Perles’, als öffentlicher Gesellschafter in die Firma ein. Ernst Perles studierte damals Justiz an der Universität Wien. Moritz Perles starb am 25. Februar 1917 an einem Schlaganfall, das Geschäft ging also an seine beiden Söhne Oskar und Ernst sowie deren Onkel Friedrich Schiller über.

### „Arisierung“
Der Erste Weltkrieg und der Zusammenbruch der Monarchie 1918 brachten dem Verlag schwere Zeiten mit dem Verlust der alten Absatzmärkte, er konnte sich jedoch weiter behaupten. Mit dem Anschluss Österreichs wurde die Familie Perles auf Grund ihrer jüdischen Religion entrechtet; ihr Unternehmen von den Nazis „zwangsarisiert“ und der Druckerei Hollinek verkauft.
Mehrere Mitglieder der Familie wurden in den Konzentrationslagern ermordet. Einige konnten ins Ausland wie die Vereinigten Staaten fliehen.
Die Erben erhielten nach dem Krieg nie eine Entschädigung und strebten einen Rückerstattungsprozess in den 1950er Jahren an. Sie wurden stattdessen im Gerichtsprozess zu einer Strafzahlung an die Finanzlandesdirektion verurteilt.
Auf Betreiben von Murray G. Hall der Universität Wien wurde am 23. März 1998 eine Gedenktafel am ehemaligen Geschäft an der Seilergasse enthüllt. Die Inschrift lautet:

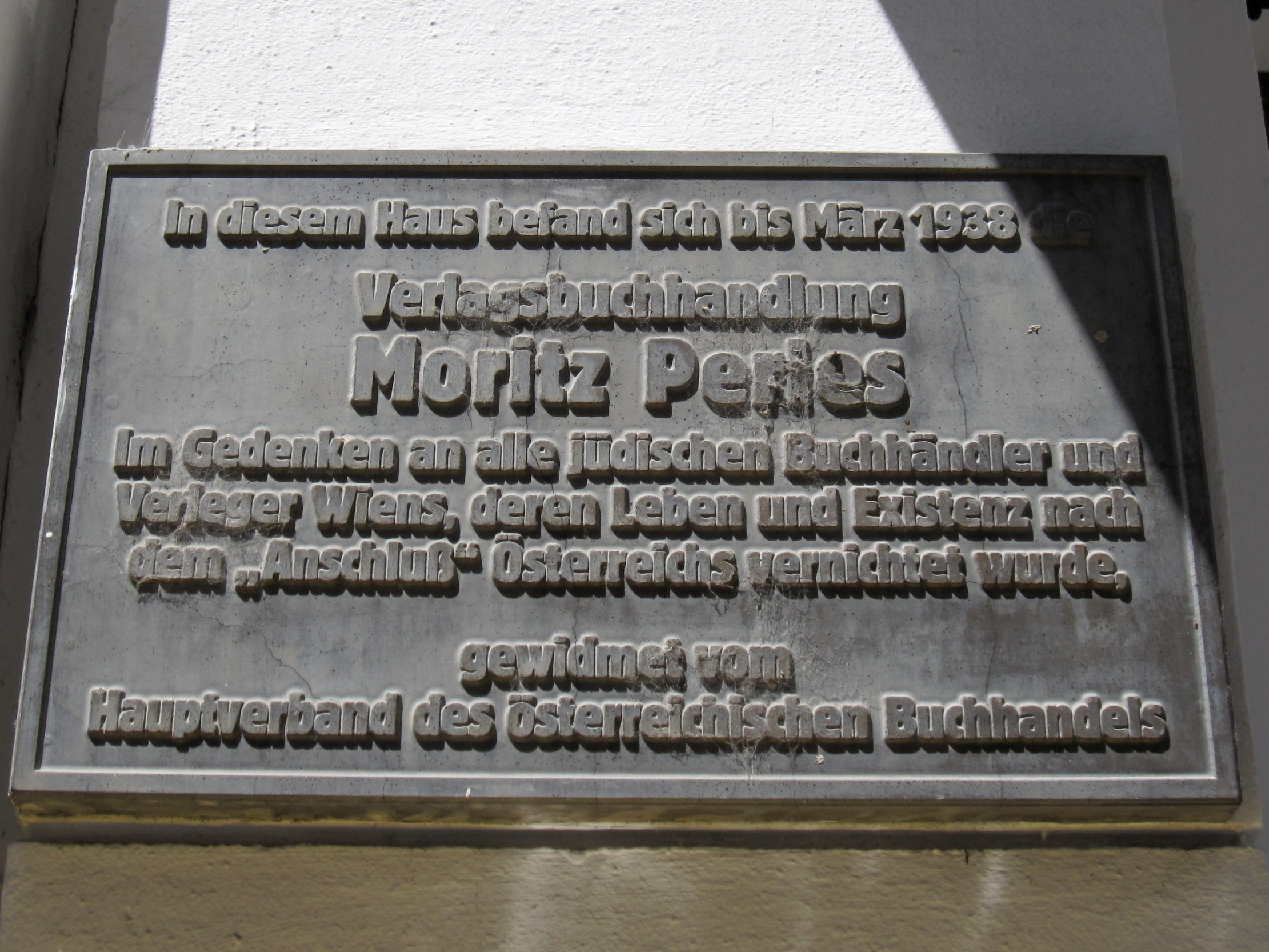
Gedenktafel am ehemaligen Geschäft an der Seilergasse 4

In diesem Haus befand sich bis März 1938 die

Verlagsbuchhandlung

Moritz Perles.
Im Gedenken an alle jüdischen Buchhändler und

Verleger Wiens, deren Leben und Existenz nach

 dem „Anschluß“ Österreichs vernichtet wurde,

gewidmet vom